# Bill Burr

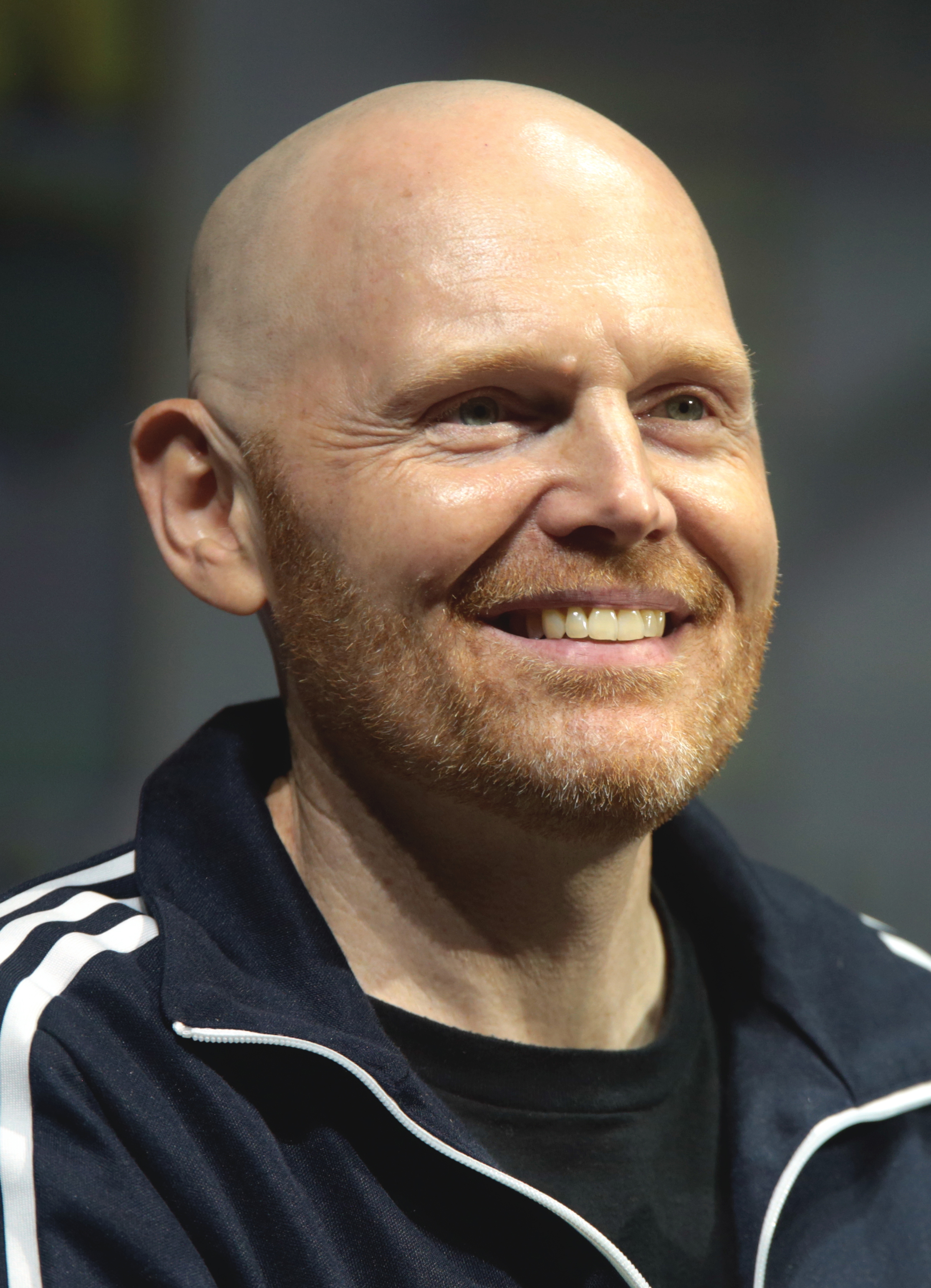
Bill Burr, 2018

William „Bill“ Frederic Burr (* 10. Juni 1968 in Canton, Massachusetts) ist ein US-amerikanischer Stand-up-Comedian, Schauspieler, Schriftsteller, Musiker, Filmproduzent, Podcaster und Gesellschaftskritiker. 
Er moderiert den Monday Morning Podcast. Als Schauspieler spielte er in der AMC-Krimiserie Breaking Bad, in der animierten Sitcom F Is for Family auf Netflix und in der Disney+-Serie The Mandalorian. Er ist Mitbegründer des All Things Comedy-Netzwerks.
Im Jahr 2017 belegte Burr auf der Liste des Rolling-Stone-Magazins den 17. Platz auf der Liste der 50 besten Stand-Up-Komiker aller Zeiten.

## Stil
Das Rolling Stone Magazin nannte Burr „den unbestrittenen Schwergewichts-Champion der Wut-Comedy“. Die New York Times bezeichnete ihn 2013 als „eine der lustigsten und markantesten Stimmen des Landes seit Jahren“. Burr nennt George Carlin, Bill Cosby, Sam Kinison, Patrice O’Neal und Richard Pryor als seine prägenden Comedy-Einflüsse. Er bedient sich häufig des schwarzen Humors und positioniert sich gegen politische Korrektheit und Cancel-Culture. In seinen Auftritten äußert er sich meist zynisch und provokant. Beispielsweise mokiert er sich über Feminismus, die MeToo-Bewegung oder ethnische Stereotype, womit er bisweilen Kontroversen erzeugt.

### Persönliches
Burr ist seit 2013 mit Nia Renee Hill verheiratet, mit der er zwei Kinder hat und in Los Angeles lebt. Seine Frau ist afroamerikanischer Abstammung, was er häufig humoristisch erwähnt.
Burr erwarb 1993 einen Abschluss in Medienwissenschaften am Emerson College. In seiner Freizeit schaut er sehr viel American Football und ist Anhänger der New England Patriots.

## Comedy Albums and Specials
- Emotionally Unavailable (2003) [CD]
- Emotionally Unavailable: Expanded Edition (2007) [CD]
- Why Do I Do This? (2008) [CD/DVD/Netflix]
- Let It Go (2010) [CD/DVD/Netflix]
- You People Are All the Same (2012) [Netflix]
- Live at Andrew’s House (2014) [limited vinyl release]
- I’m Sorry You Feel That Way (2014) [Netflix]
- Walk Your Way Out (2017) [Netflix]
- Paper Tiger (2019) [Netflix]
- Live at Red Rocks (2022) [Netflix]

## Filmografie (Auswahl)
- 1996: Townies (Fernsehserie, 15 Folgen)
- 1998: Two Guys, a Girl and a Pizza Place (Fernsehserie, eine Folge)
- 2001: Perfect Fit
- 2002: Criminal Intent – Verbrechen im Visier (Law & Order: Criminal Intent, Fernsehserie, eine Folge)
- 2002: Passionada
- 2004: Chappelle’s Show (Fernsehserie, 3 Folgen)
- 2007: Twisted Fortune
- 2010: Date Night – Gangster für eine Nacht (Date Night)
- 2011–2013: Breaking Bad (Fernsehserie, 3 Folgen)
- 2012: Stand Up Guys
- 2013: Taffe Mädels (The Heat)
- 2013–2016: New Girl (Fernsehserie, 2 Folgen)
- 2014: Zombiber (Zombeaver)
- 2014: Walk of Shame
- 2014: Maron (Fernsehserie, eine Folge)
- 2014–2015: Kroll Show (Fernsehserie, 6 Folgen)
- 2014: Black or White
- 2015: Parihah
- 2015: Daddy’s Home – Ein Vater zu viel (Daddy’s Home)
- 2015:  The Jim Gaffigan Show (Fernsehserie, eine Folge)
- 2015–2020: F Is for Family (Fernsehserie, 44 Folgen)
- 2016: Die Simpsons (The Simpsons, Fernsehserie, eine Folge)
- 2017: Daddy’s Home 2 – Mehr Väter, mehr Probleme! (Daddy’s Home 2)
- 2018: Crashing (Fernsehserie, eine Folge)
- 2018: Der Spitzenkandidat (The Front Runner)
- 2019–2020: The Mandalorian (Fernsehserie, 2 Folgen)
- 2020: Puppy Dog Pals (Fernsehserie, eine Folge)
- 2020: The King of Staten Island
- 2020: The Opening Act
- 2021: Reservation Dogs (Fernsehserie, eine Folge)
- 2021: The Guilty
- 2022: Dog
- 2023: Outer Banks (Fernsehserie, eine Folge)
- 2023: Barry (Fernsehserie, eine Folge, Sprechrolle)
- 2023: Old Dads (Netflix)
- 2023: Leo (Stimme Squirtle)
- 2024: Unfrosted

### Videospiele
- 2008: Grand Theft Auto IV
- 2009: Grand Theft Auto IV: The Lost and Damned